# Ingemar Hedberg
Ingemar Hedberg, född 8 mars 1920 i Örebro, död 19 maj 2019 i Stockholm, var en svensk kanotist. Han blev olympisk silvermedaljör i Helsingfors 1952.
Hedberg blev Stor grabb nummer 27 på Svenska Kanotförbundets lista över mottagare för utmärkelsen Stor kanotist.
Han började sin bana i Flottans Musikkår i Stockholm, blev sedermera anställd inom järnvägen. På 80- och 90-talen spelade han trumpet i storbandet Smilbandet.